# Wellington Ferreira Nascimento
Wellington Ferreira Nascimento, hay Wellington (sinh 1 tháng 3 năm 1995) là một cầu thủ bóng đá Brazil thi đấu cho İstanbulspor mượn từ Leixões.

## Sự nghiệp câu lạc bộ
Anh ra mắt chuyên nghiệp tại Campeonato Brasileiro Série B cho Vila Nova ngày 22 tháng 11 năm 2014 trong trận đấu với ABC.